# 일리파

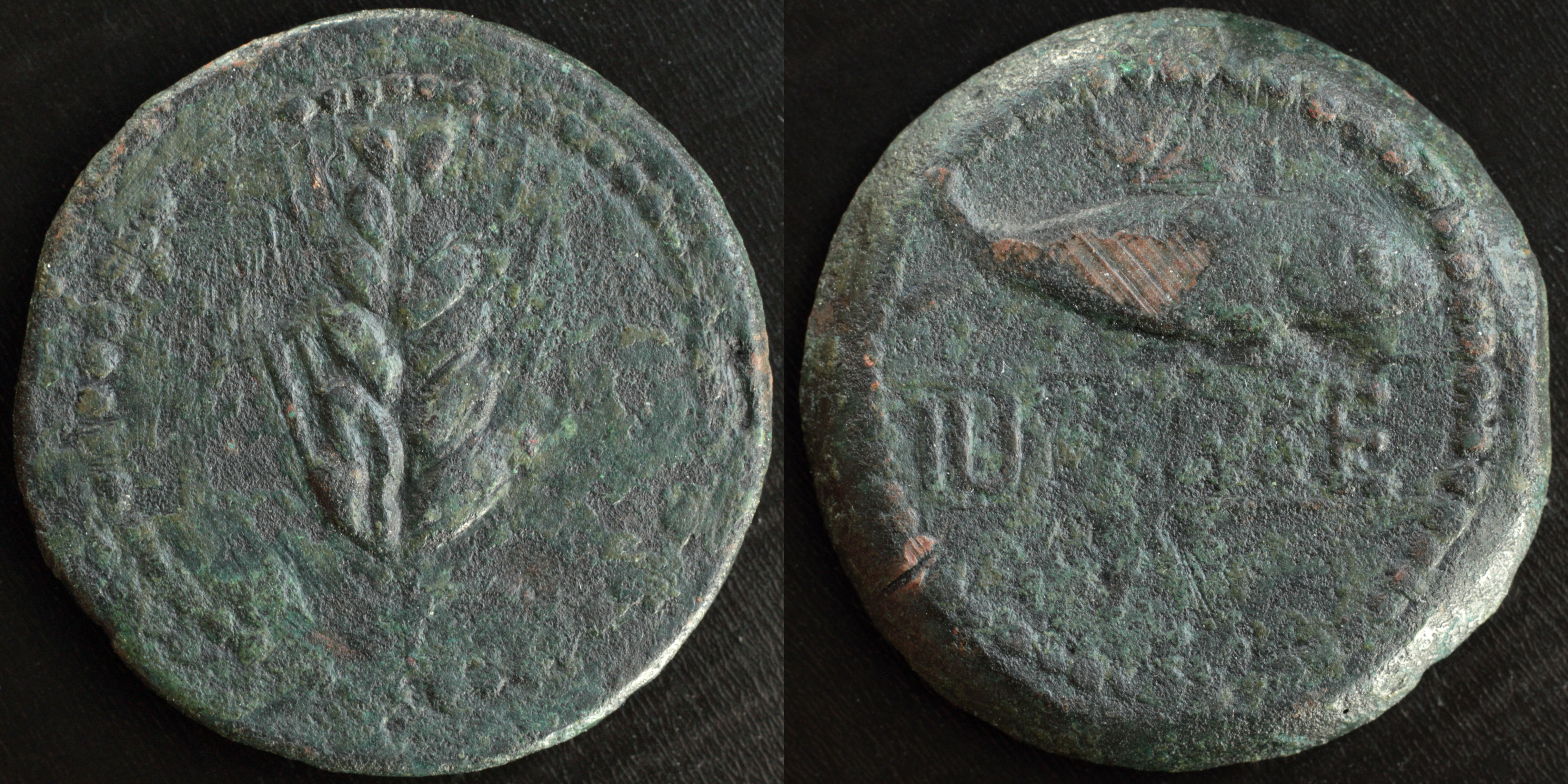
앞면: 곡식 이삭
뒷면: 물고기 위 초승달, 일리펜세
이 동전은 기원전 150-100년경 일리파에서 주조되었다.

일리파(고대 그리스어: Ἴλιπα) 또는 일리파 마그나는 고대 이베리아족 도시로, 베티스 강(현재 과달키비르강으로 알려짐)의 한 구불구불한 지류의 오른편 강둑에 위치해 있었다. 이 도시는 후에 히스파니아 울테리오르 속주와 히스팔리스의 법률 행정 구역의 일부가 되었다. 오늘날 그 유적은 스페인 세비야 주의 알칼라델리오 지방자치단체에서 찾을 수 있다.
투르데타니 영토에 위치한 이 도시는 전략적 위치와 거대한 성벽으로 요새화되어 시에라모레나의 은광과 연결되는 육로 및 강 경로를 통제했다. 비옥한 농업 덕분에 이 지역에서 중요한 위치를 차지했다. 이 도시는 세비야의 시에라 노르테에서 약 17km에 걸쳐 뻗어 있는 수도관을 통해 식수를 공급받았다. 이 수도관의 유적은 오늘날 남아 있지 않는다. 그 중요성과 규모 덕분에 "위대한"이라는 의미의 "마그나"라는 이름을 얻었다.

## 제2차 포에니 전쟁
로마인과 카르타고인 사이의 제2차 포에니 전쟁 중 스키피오 아프리카누스는 기원전 206년에 마고 바르카 장군과 대결했다. 마고는 하밀카르 바르카의 아들 중 한 명이자 한니발의 형제였다. 일리파 전투로 알려진 이 대결은 도시와 가까운 코르티호 델 바도 데 라스 에스타카스 근처에서 벌어졌다. 일리파 전투에서의 로마의 이 중요한 승리로 이베리아 반도에서 카르타고의 실질적인 패권은 끝을 맺었다.
일리파 전투 후, 스키피오 아프리카누스는 전쟁 참전 용사들과 전투에서 부상을 입은 사람들을 위한 정착지로서 이탈리카 시를 건설했다.
서고트인 시대 동안 이 위치는 교구로 언급되었다.
로마 성벽의 잔해와 세비야 고고학 박물관에 소장된 기타 고고학 유물 외에도 2013년에는 3세기 로마 모자이크가 발견되었다. 이 모자이크는 고대 로마의 개인 주택인 도무스의 바닥을 장식했던 것이다.

## 참고 문헌
- 스트라본 3, p. 142; 코르푸스 인스크립티오눔 라티나룸 2, 1085.
- Velasco Muñoz, Julio (January 2007),  Instituto de Estudios Ilipenses, 편집., “Ilipa Antiqua. De la prehistoria a la época romana. Sobre el acueducto de Ilipa (2007)”, 《Ilipa Antiqua. De la prehistoria a la época romana》 (스페인어), 2023년 10월 29일에 확인함
- 클라우디오스 프톨레마이오스. 《지리학》. 2, 4, 10.
- Velasco Muñoz, Julio (January 2020), “"Al vado, que dizen de las Estacas..." El Vado de las Estacas, construcción de un relato histórico (2020)”, 《La Espadaña》 (스페인어), 2023년 10월 29일에 확인함
- 폴리비오스. 《역사》. 11, 20.
- 티투스 리비우스. 《로마사》. 28, 12.
- Domínguez, Francisco J. (2014년 8월 12일). “La Ilipa romana renace”. 《elcorreoweb.es》. 2023년 10월 29일에 확인함.